# Laurelville, Ohio
Laurelville là một làng thuộc quận Hocking, tiểu bang Ohio, Hoa Kỳ. Năm 2010, dân số của làng này là 527 người.

## Dân số
- Dân số năm 2000: 533 người.
- Dân số năm 2010: 527 người.